# Campanas
Campanas är en ort i Mexiko.   Den ligger i kommunen Motozintla och delstaten Chiapas, i den sydöstra delen av landet, 900 km sydost om huvudstaden Mexico City. Campanas ligger 1 521 meter över havet och antalet invånare är 239.
Terrängen runt Campanas är bergig norrut, men söderut är den kuperad. Runt Campanas är det ganska tätbefolkat, med 78 invånare per kvadratkilometer. Närmaste större samhälle är Motozintla de Mendoza, 2,1 km öster om Campanas. Omgivningarna runt Campanas är en mosaik av jordbruksmark och naturlig växtlighet.